# Развод (фильм, 2003)
«Развод» (фр. Le Divorce) — американская романтическая комедия, снятая режиссёром Джеймсом Айвори в 2003 году. Экранизация одноименного бестселлера Дайан Джонсон.

## Сюжет
Теглайн фильма: «Никто в мире не скандалит лучше французов!».
Американка Изабель Уокер получает известие, что её беременной сестре Роксанне, живущей в Париже, изменяет муж Шарль-Анри, и спешит к ней на помощь. Однако вместо того, чтобы помогать сохранить брак, легкомысленная и романтичная Изабель сама заводит роман с женатым мужчиной, который к тому же оказывается дядей Шарля-Анри. Одновременно сёстры пытаются установить ценность картины, которая хранится в доме Роксанны и которую они могут потерять из-за развода.

## В ролях
| Актёр           | Роль                 |
| --------------- | -------------------- |
| Кейт Хадсон     | Изабель Уокер        |
| Наоми Уоттс     | Роксанна де Персан   |
| Гленн Клоуз     | Оливия Пейс          |
| Тьерри Лермитт  | Эдгар Коссе          |
| Мельвиль Пупо   | Шарль-Анри де Персан |
| Мэттью Модайн   | Теллман              |
| Сэм Уотерстон   | Честер Уокер         |
| Стокард Чэннинг | Марджив Уокер        |
| Томас Леннон    | Роджер Уокер         |
| Жан-Марк Барр   | мэтр Бертрам         |
| Стивен Фрай     | Пирс                 |
| Валери Ланг     | полицейская          |

## Съёмки
Фильм снимали в Париже, в том числе на Эйфелевой башне и в Лувре. В финальных титрах звучит песня Сержа Гинзбура «L’Anamour» в исполнении Джейн Биркин. Изначально планировалось, что главные роли в фильме сыграют Вайнона Райдер и Натали Портман, однако обе актрисы выбыли из проекта ещё до начала съёмок. В фильме можно увидеть картину французского художника XVIII века Клода Жозефа Верне «Вход в Палермский порт при лунном свете», которая находится в коллекции Лувра. В одной из эпизодических ролей в фильме появился британский актёр и писатель Стивен Фрай.